# سیارک ۳۹۲۸
سیارک ۳۹۲۸ (به انگلیسی: 3928 Randa، نامگذاری:1981PG) سه هزار و نهصد و بیست و هشتمین سیارک کشف شده‌است که در ۴ اوت ۱۹۸۱ کشف شد.
قدر مطلق سیارک برابر ۱۳٫۳۰ است.